# Caseolus innominatus
Caseolus innominatus is een slakkensoort uit de familie van de Hygromiidae. De wetenschappelijke naam van de soort is voor het eerst geldig gepubliceerd in 1825 door J.E. Gray.